# Mycalesis gopa
Mycalesis gopa är en fjärilsart som beskrevs av Felder 1867. Mycalesis gopa ingår i släktet Mycalesis och familjen praktfjärilar. Inga underarter finns listade i Catalogue of Life.